# Pomani
Pomani (auch: Santa Rosa de Lima) ist eine Ortschaft im Departamento La Paz im südamerikanischen Andenstaat Bolivien.

## Lage im Nahraum
Pomani liegt in der Provinz Aroma und ist der größte Ort im Cantón Santa Rosa de Lima im Municipio Ayo Ayo und liegt auf einer Höhe von 3946 m. Pomani liegt an dem nach Nordosten fließenden Río Pomani auf einem bis zu 20 km breiten nord-südlich verlaufenden ebenen Abschnitt des bolivianischen Altiplano, zehn Kilometer nordöstlich erheben sich die Vorgebirgsketten der Serranía de Sicasica, die hier bis auf knapp 5000 m ansteigt.

## Geographie
Pomani liegt auf der bolivianischen Hochebene zwischen den Anden-Gebirgsketten der Cordillera Occidental im Westen und der Cordillera Central im Osten. Das Klima der Region ist semihumid und weist ein typisches Tageszeitenklima auf, bei dem die mittleren Tagestemperaturschwankungen stärker ausfallen als die jahreszeitlichen Schwankungen.
Die mittlere Durchschnittstemperatur der Region liegt bei etwa 9 °C, die Monatsdurchschnittstemperaturen schwanken zwischen 7 °C im Juli und 11 °C im Dezember (siehe Klimadiagramm Patacamaya). Der Jahresniederschlag beträgt rund 500 mm, die Monatsniederschläge liegen zwischen unter 10 mm in den Monaten Juni und Juli und nahe 100 mm von Dezember bis Februar.

## Verkehrsnetz
Pomani liegt in einer Entfernung von 92 Straßenkilometern südlich von La Paz, der Hauptstadt des Departamentos.
Von La Paz aus führt die asphaltierte Nationalstraße Ruta 2 in westlicher Richtung nach El Alto, von dort 70 Kilometer nach Süden die Ruta 1 bis Ayo Ayo und weiter über Patacamaya nach Caracollo, wo die Ruta 1 weiter nach Oruro im Süden führt und die Ruta 4 ins östlich gelegene Cochabamba abzweigt. Von Ayo Ayo aus führt ein Straßenabzweig in südwestlicher Richtung und erreicht Pomani nach neun Kilometern.

## Bevölkerung
Die Einwohnerzahl der Ortschaft ist in dem Jahrzehnt zwischen den beiden letzten Volkszählungen nahezu unverändert geblieben:
| Jahr | Einwohner         | Quelle       |
| ---- | ----------------- | ------------ |
| 1992 | keine Detaildaten | Volkszählung |
| 2001 | 576               | Volkszählung |
| 2012 | 579               | Volkszählung |
| 2024 |                   | Volkszählung |

Die Region weist einen hohen Anteil an Aymara-Bevölkerung auf, im Municipio Ayo Ayo sprechen 92,6 Prozent der Bevölkerung Aymara.